# Cantieri navali di Voltri
L'attività dei Cantieri navali di Voltri è stata fiorente nel XIX secolo, ma già nel XIII secolo nella zona sorgevano diversi cantieri. Questi costruivano feluche, sciabecchi, tartane, golette e leudi, e fra di essi nell' '800 si notano i cantieri Cerusa, che prendeva il nome dal torrente che sfociava poco distante. 
Quasi tutte le imprese sorte nella zona erano di tipo familiare, come i Costaguta, i Pastorino, i Fava, i cui cantieri erano situati proprio a ridosso della chiesa di S. Erasmo, i Piccardo i Castagna o come i Baglietto a Varazze nel savonese. 
Successivamente l'industria delle costruzioni navali conobbe un notevole sviluppo e nacquero le prime unità mercantili in ferro. Nel Cantiere Cerusa, rilevato dall'Ansaldo e che avrebbe chiusi i battenti nel dopoguerra, nel corso della seconda guerra mondiale furono costruite diverse corvette della Classe Gabbiano.
I cantieri Baglietto, che nel tempo sarebbero diventati punto di riferimento della nautica da diporto ligure e nazionale, all'inizio del XX secolo producevano piccole imbarcazioni di salvataggio per i grandi cantieri genovesi e MAS per la Regia Marina. Oltre a questo i cantieri producevano su commissione velocissime barche a vela da regata o motoscafi da competizione, che riscuoterono successi a livello internazionale.
Lo sviluppo economico seguito al dopoguerra, che ha permesso alla nautica da diporto una produzione più ampia, diede impulso ai cantieri del Ponente e, mentre cantieri per imbarcazioni da diporto sorgevano in tutta Italia, per diversi decenni la produzione di cantieri come Baglietto o Costaguta rimase all'avanguardia, occupando i segmenti più alti del mercato e anche la produzione di altri cantieri della zona rimase punto di riferimento del settore.
Per quanto riguarda la produzione per la Marina Militare nel dopoguerra dai Cantieri Costaguta sono uscite fino all'inizio degli anni sessanta diverse unità minori, quali il veliero Corsaro II ed alcuni dragamine. 
Nel corso degli anni la nautica ha conosciuto fasi espansive e momenti critici, soprattutto che hanno spinto a rivedere l'organizzazione della 
produzione che ha riguardato molte delle più antiche imprese passate imprese, passate più volte di mano essendo venuta meno la proprietà famigliare. Inoltre l'emergere di nuovi protagonisti, come ad esempio il Gruppo Ferretti ha finito per spostare la produzione nella zona del levante genovese.